# Großräschen
Großräschen (wym.ⓘ, dolnołuż. Rań) – miasto w Niemczech w kraju związkowym Brandenburgia, w powiecie Oberspreewald-Lausitz. Miasto leży w Dolnych Łużycach. 31 grudnia 2008 r. miasto zamieszkiwało 10 697 osób.

## Osoby urodzone w Großräschen
- Bernhard Lehmann - bobsleista

## Współpraca międzynarodowa
- gmina Trzebiatów, Polska

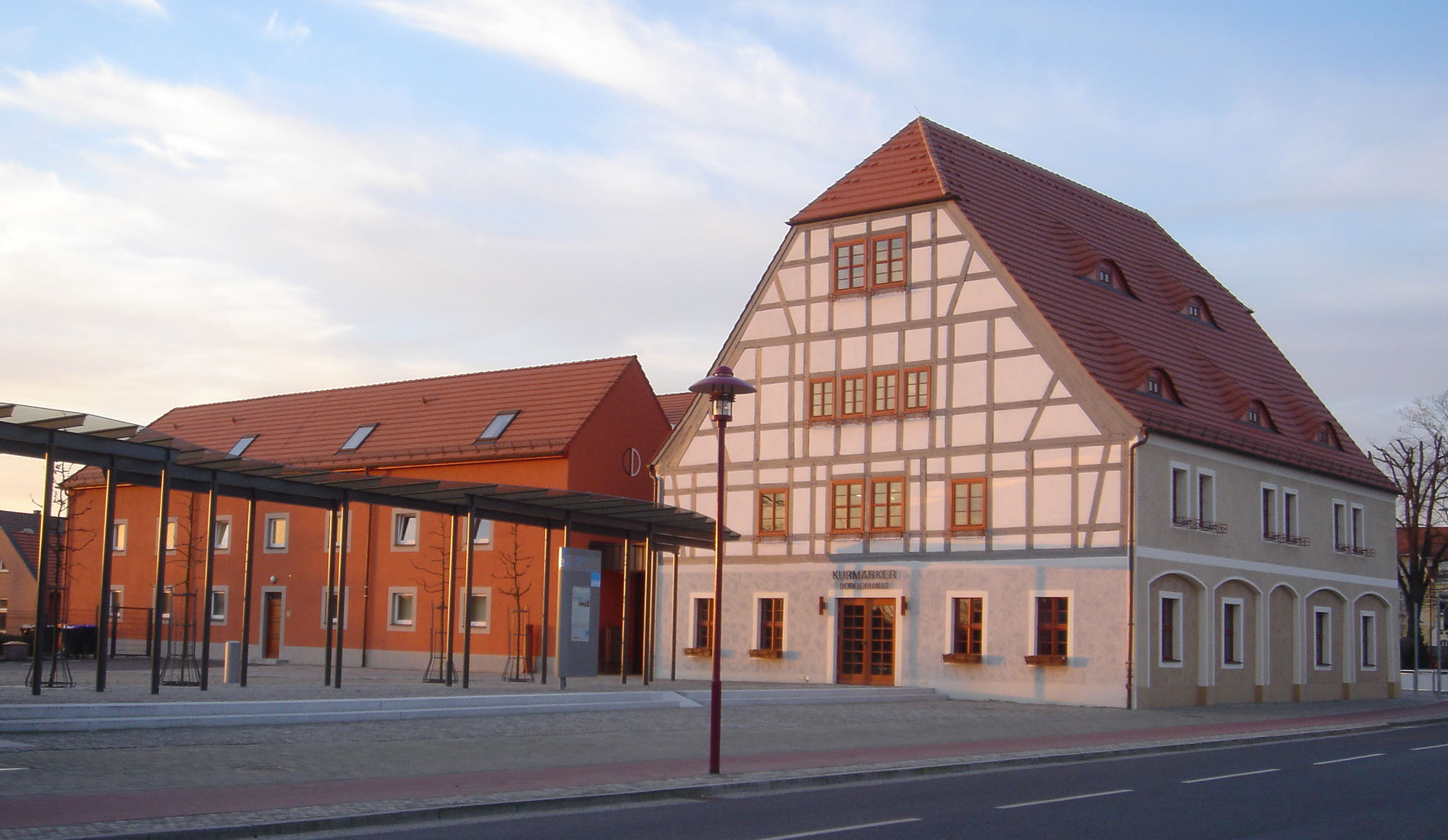
Kurmärker Großräschen, mit Wettigs Hof
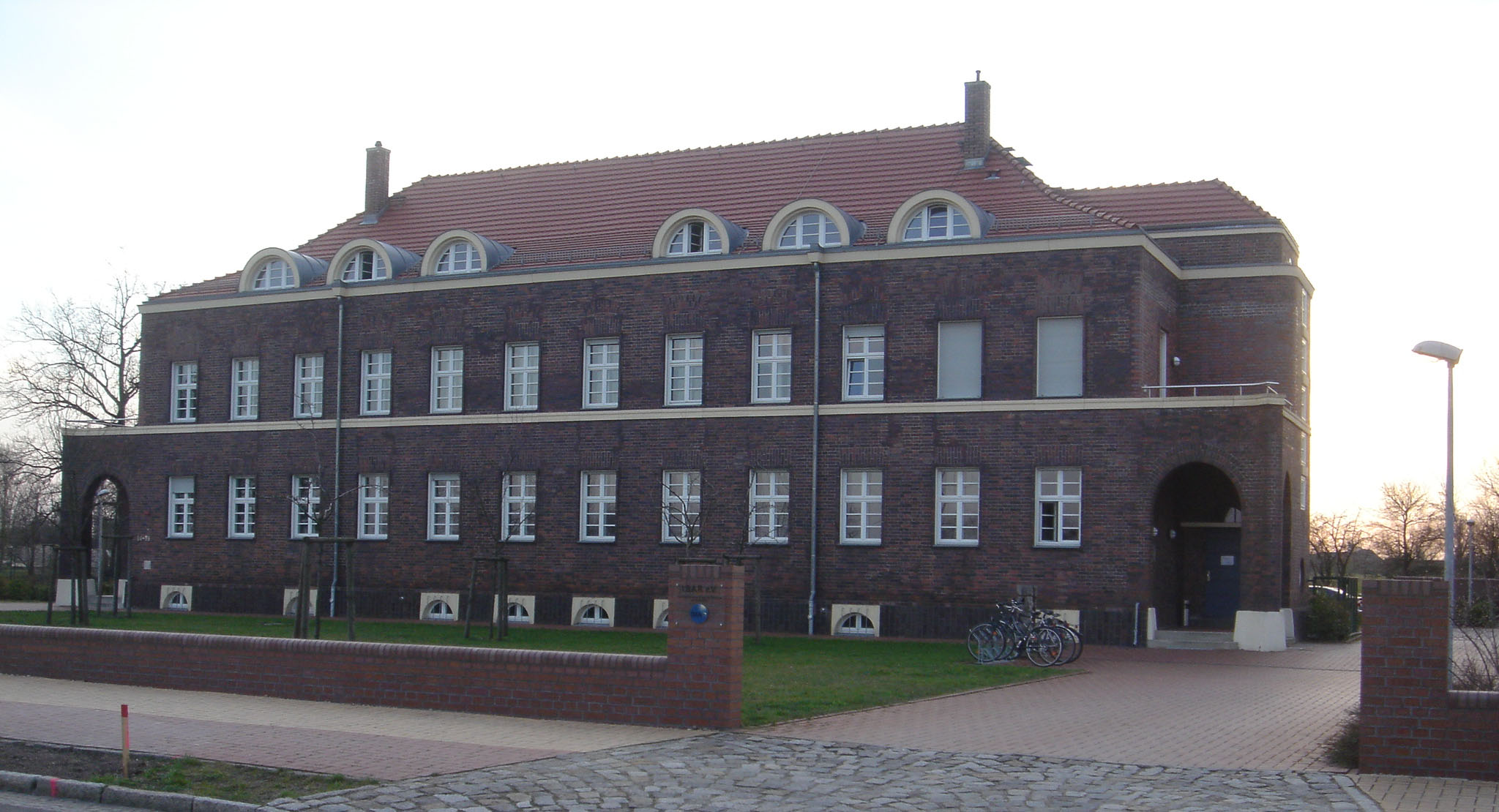
IBA-Geschäftsstelle Großräschen
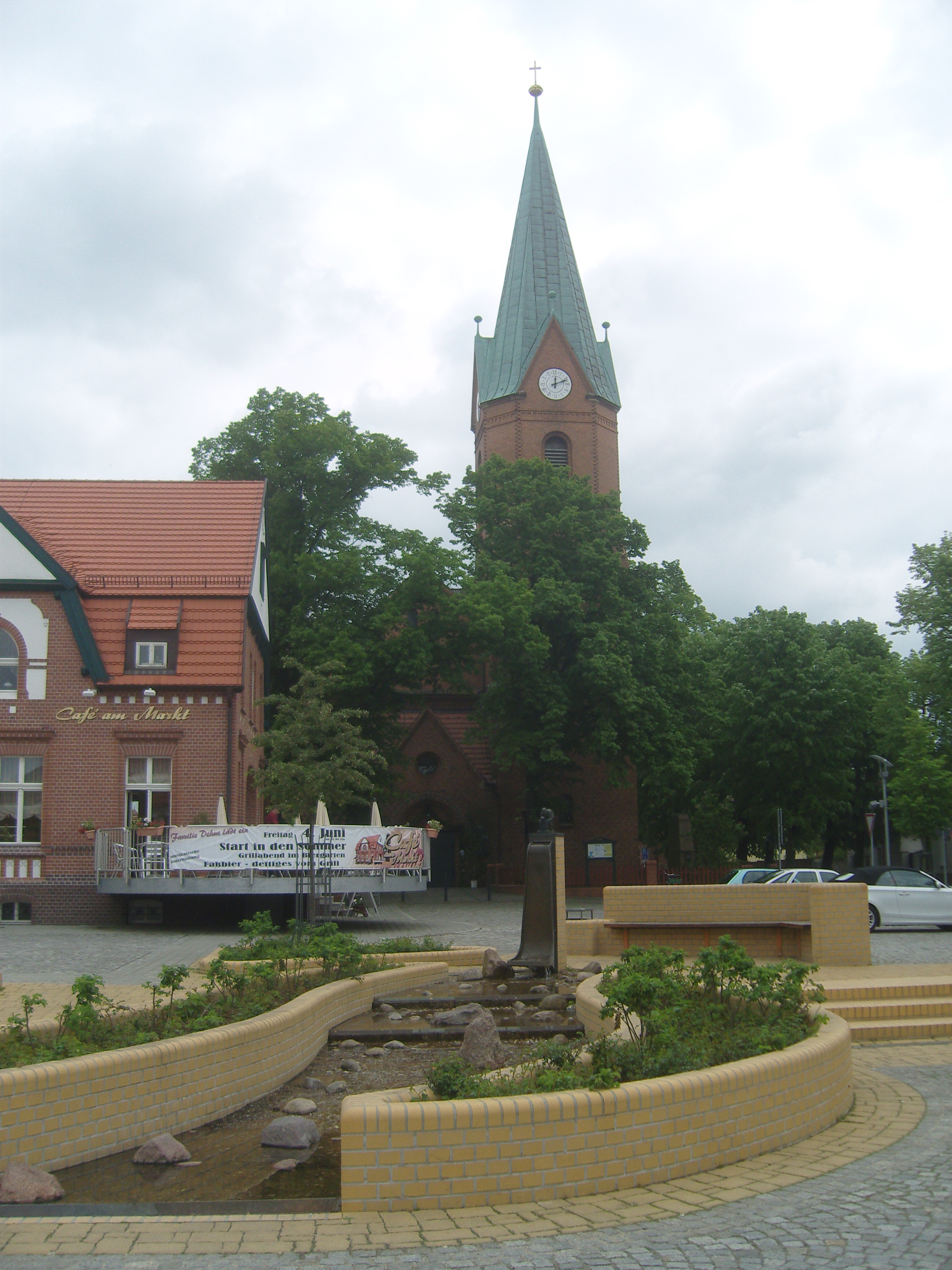
Rynek i kościół ewangelicki
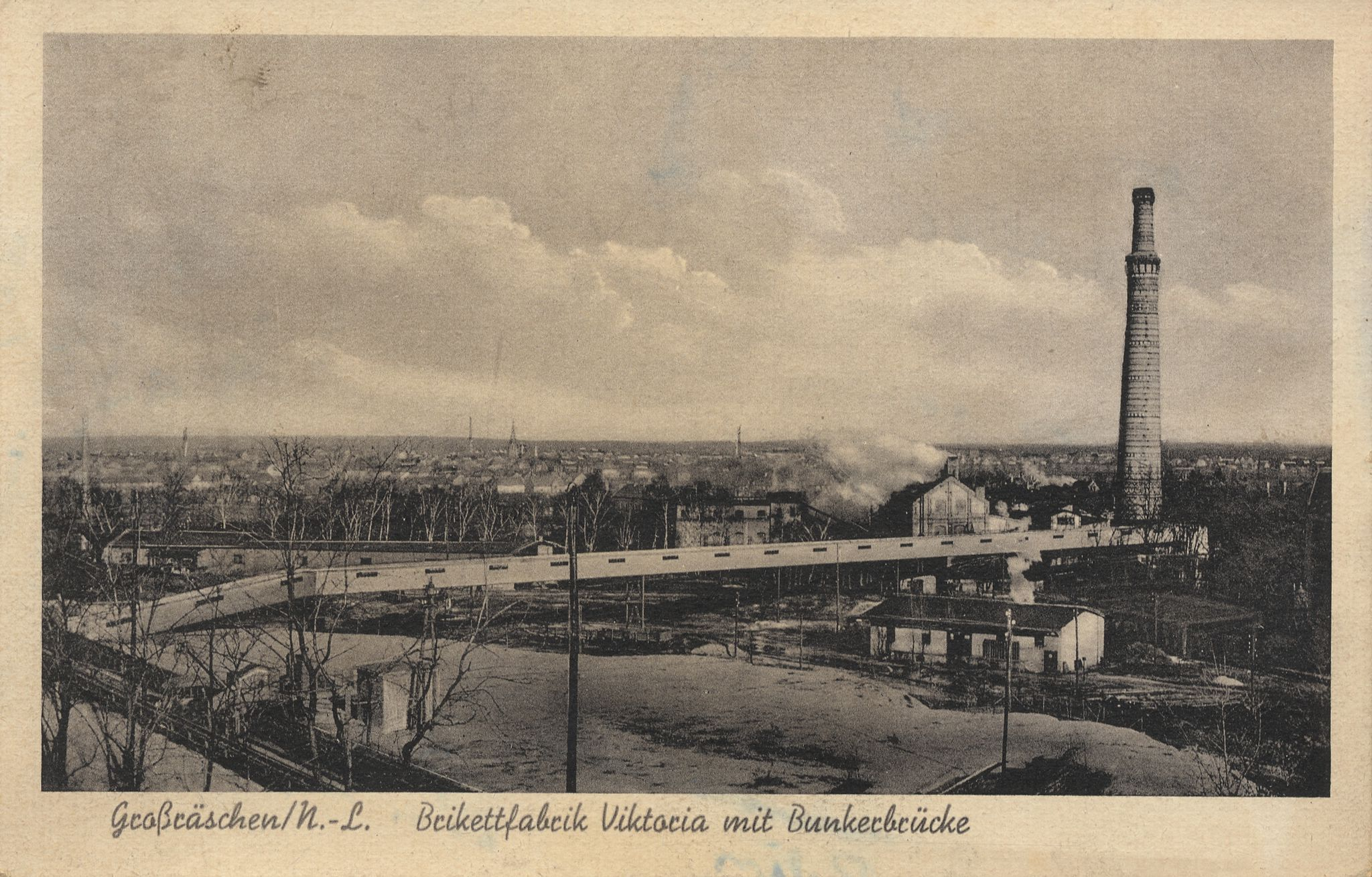
Brikettfabrik Viktoria, pocz. XX w.
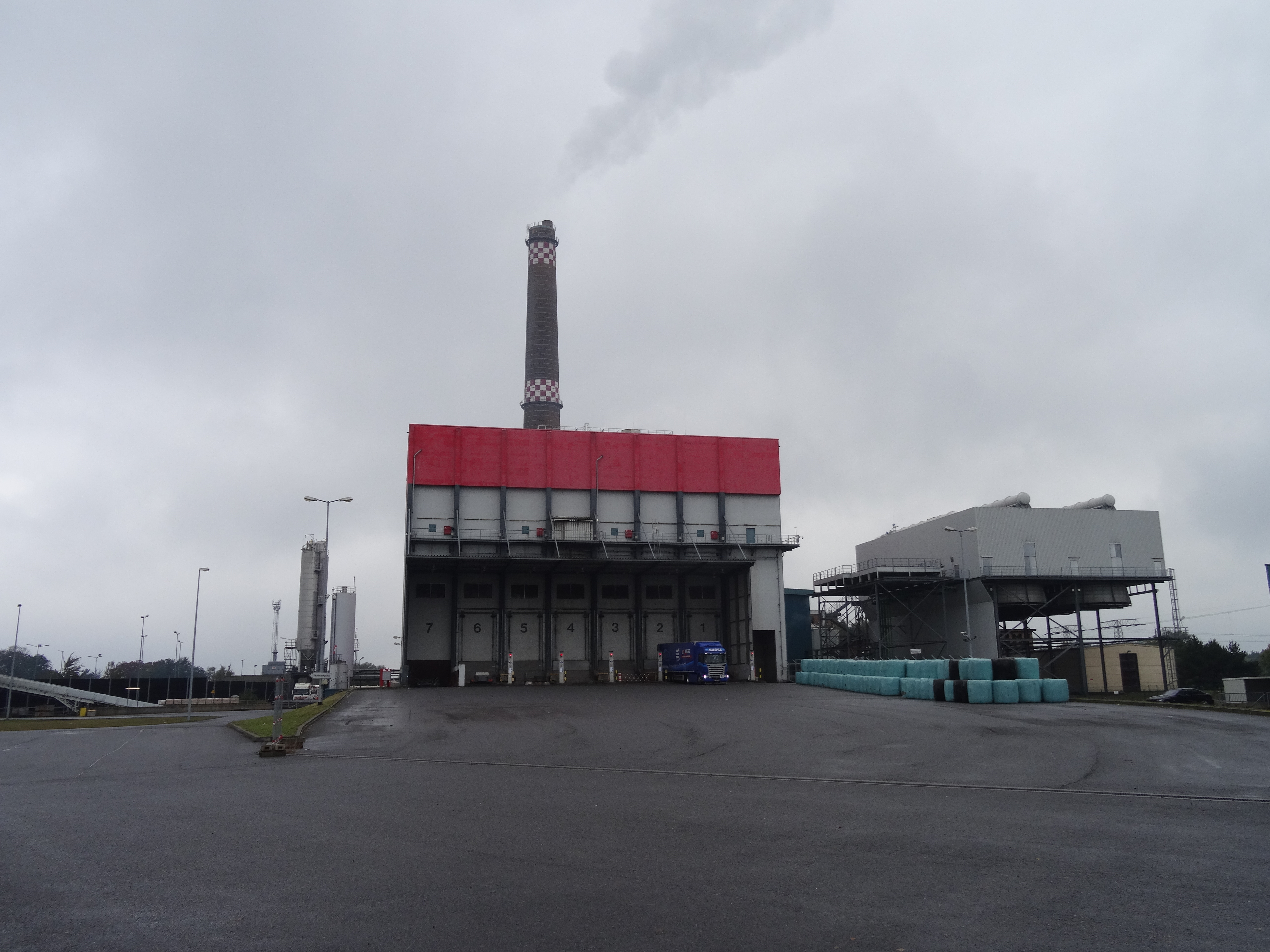
Spalarnia odpadów uruchomiona w 2008 w miejscu dawnej elektrowni

## Großräschener See
Miejscowość położona jest nad jeziorem Großräschener See (do września 2011: Ilsesee), powstałym wskutek napełniania wodą wyrobiska po odkrywkowym wydobyciu węgla brunatnego w kopalni Meuro. Napełnianie wodą rozpoczęto 15 marca 2007 o trwa ono nadal (2015). Jest to jedno z większych jezior w regionie. Wraz z napełnianiem wodą, budowana jest tu infrastruktura turystyczna.

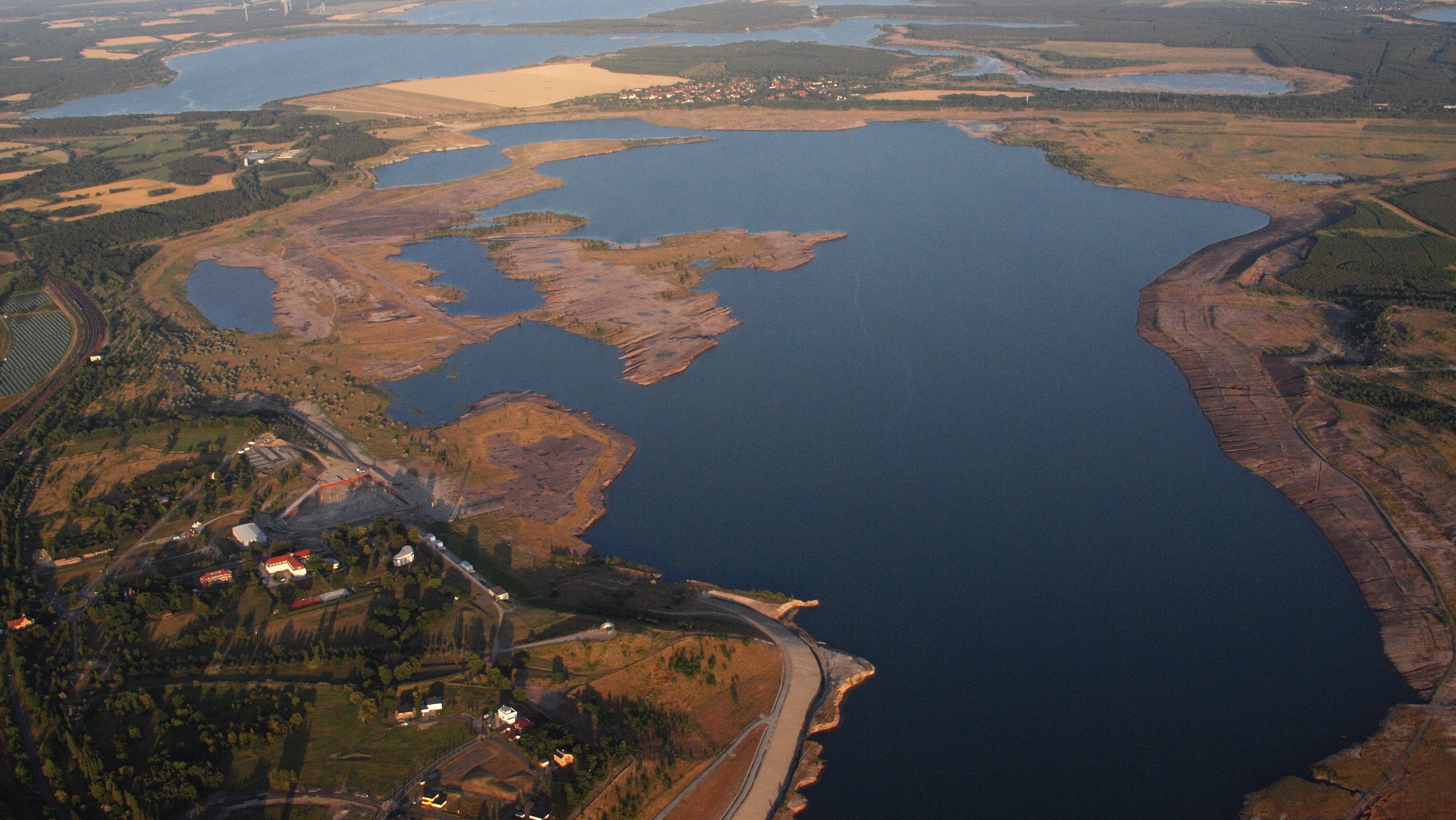
Großräschener See 2015
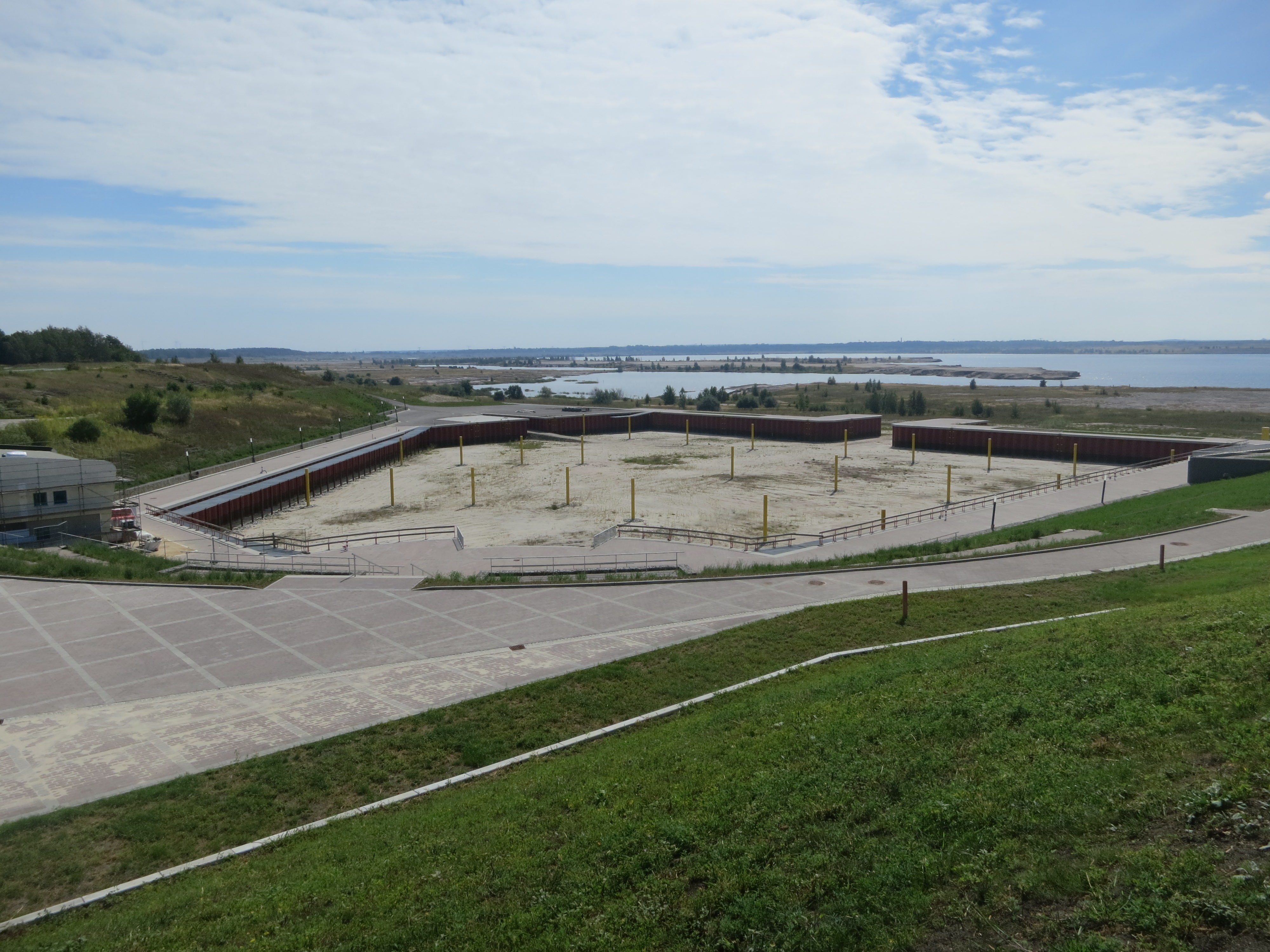
Port budowany na jeziorze w wyrobisku węgla brunatnego
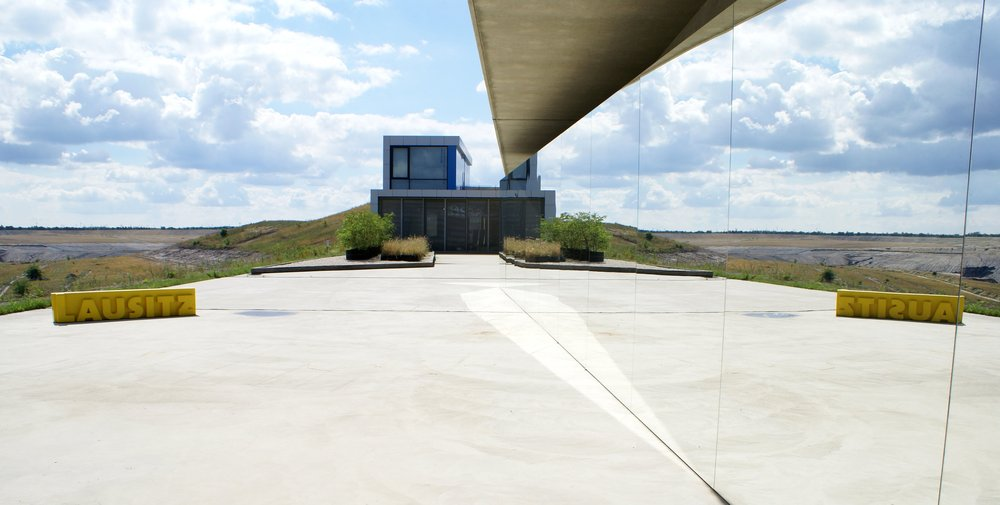
IBA-Terrassen nad Großräschener See